# Ágnes Heller
Dans le nom hongrois Heller Ágnes, le nom de famille précède le prénom, mais cet article utilise l’ordre habituel en français Ágnes Heller, où le prénom précède le nom.
Pour les articles homonymes, voir Heller.
Ágnes Heller ([ˈaːgnɛʃ], [ˈhɛllɛɾ]), née le 12 mai 1929 à Budapest et morte le 19 juillet 2019 à Balatonalmádi, est une philosophe et sociologue hongroise. Influencée par le philosophe marxiste et sociologue Georg Lukács et membre de l'école de Budapest, elle devient dans les années 2000 l'une des figures de l'opposition intellectuelle à la politique du Premier ministre hongrois Viktor Orbán.

## Biographie
Ágnes Heller naît à Budapest, fille d'un avocat de Vienne et d'une mère hongroise, descendante d'une famille juive installée en Hongrie avant 1848. Son père est déporté à Auschwitz où il meurt. En 1944, Ágnes Heller et sa mère sont expulsées du ghetto de Budapest, et conduites vers les bords du Danube où un peloton d'exécution les attend. Elles sont préservées de l'exécution par l'intervention de Carl Lutz, vice-consul de Suisse à Budapest. 
Elle s'inscrit à l'université de Budapest en 1947 et commence des études de physique et de chimie, puis elle se réoriente en philosophie, suivant les enseignements de Georg Lukács dont elle devient l'assistante,. Elle inscrit ses recherches dans le cadre de l'école de Budapest dont elle est la seule femme membre,. Elle adhère au parti communiste hongrois en 1947 mais en est exclue une première fois en 1949, sous le régime stalinien de Rákosi. Elle épouse le philosophe István Hermann (hu) en 1949 et le couple a une fille. Elle soutient sa thèse de doctorat sous la direction de Georg Lukács et obtient un poste à l'université de Budapest. Elle participe au courant critique du socialisme hongrois qui donne lieu à l'insurrection de Budapest en 1956 et à son renversement par l'invasion de l'armée soviétique. Elle est une seconde fois exclue du parti communiste et interdite d'emploi universitaire en 1958 du fait de son statut de dissidente. En 1963, elle revient travailler à l’Institut de sociologie de l’Académie des sciences hongroises. Après la mort de Georg Lukacs en 1971, elle s'exile en Australie en 1977, en compagnie de son second époux, le philosophe Ferenc Fehér (hu). Elle est nommée professeure de sociologie à l'université de La Trobe à Melbourne, en Australie, puis elle occupe, à partir de 1986, la chaire Hannah Arendt en philosophie à la New School for Social Research à New York. Elle abandonne alors la pensée marxiste pour adopter une position plus néolibérale et elle investigue des questions éthiques et existentielles.
À partir de 2007, elle vit principalement à Budapest.
Ágnes Heller publie plusieurs ouvrages avec Ferenc Fehér, lui aussi disciple de Georg Lukács, notamment Hungary 1956 Revisited: The Message of a Revolution—A Quarter of a Century After.
Elle meurt de noyade le 19 juillet 2019, lors d'une baignade dans le lac Balaton.

## Prises de position dans les années 2000 en Hongrie
Elle prend sa retraite académique en 2009 et décide de rentrer définitivement à Budapest. Elle devient une figure de l’opposition intellectuelle au pouvoir de Viktor Orbán, dont elle critique vivement la politique nationale-conservatrice. Elle soutient la place d'une philosophie critique en Hongrie et dénonce en 2011 l'« offensive du pouvoir contre les intellectuels ».

## Distinctions
- 1995 : membre de l'Académie hongroise des sciences[13]
- 1995 : prix Hannah-Arendt
- 2010 : médaille Goethe

## Titres honorifiques
- Docteur honoris causa de l'université de Melbourne (1996)
- Docteur honoris causa de l'université de Buenos Aires (1997)
- Docteur honoris causa de l'université d'Innsbruck (2015)

## Œuvres

### Livres
En hongrois
- Az erkölcsi normák felbomlása – Etikai kérdések Kosztolányi Dezső munkásságában (Budapest, 1957)
- A morál szociológiája vagy A szociológia morálja; Gondolat, Bp., 1964
- Az aristotelési etika és az antik ethos (Budapest, Akadémia Kiadó, 1966)
- Társadalmi szerep és előítélet. Két tanulmány a mindennapi élet köréből; Akadémiai, Bp., 1966 (Szociológiai tanulmányok)
- A reneszánsz ember. (Budapest, Akadémiai Kiadó, 1967) [L'homme de la Renaissance]
- Érték és történelem. Tanulmányok; Magvető, Bp., 1969 (Elvek és utak)
- A mindennapi élet; Akadémiai, Bp., 1970
- A szándéktól a következményig. Előadások az általános etikáról; Magvető, Bp., 1970 (Elvek és utak)
- Portrévázlatok az etika történetéből (Budapest, Gondolat Kiadó, 1976)
- Az ösztönök. Az érzelmek elmélete (Budapest, Gondolat Kiadó, 1978)

En allemand et en anglais
- Alltag und Geschichte. Zur sozialistischen Gesellschaftslehre; Luchterhand, Neuwied–Berlin, 1970
- Towards a Marxist Theory of Value, Carbondale : University of Southern Illinois, Telos Books, 1972
- Individuum and Praxis (Positionen der Budapester Schule), (collected essays traduit du hongrois, avec G. Lukács et al.). Francfort : Suhrkamp Verlag, 1975
- A Theory of Need in Marx, Londres : Allison & Busby, 1976
- The Humanisation of Socialism (avec A. Hegedus et al.), (collected papers traduit du hongrois). Londres : Allison & Busby, 1976
- On Instincts (anglais traduit du hongrois). Assen : Van Gorcum, 1979
- A Theory of History.  London: Routledge and Kegan Paul, 1982.
- Hungary, 1956 Revisited: The Message of a Revolution A Quarter of a Century After (avec Ferenc Fehér). Londres, Boston, Sydney : George Allen and Unwin, 1983
- Dictatorship Over Needs (avec Ferenc Fehér et G. Markus). Oxford : Basil Blackwell, 1983
- Lukács Revalued, editor. Oxford : Basil Blackwell, 1983.
- The Power of Shame (A Rationalist Perspective), Londres : Routledge and Kegan Paul, 1985
- Reconstructing Aesthetics, editor avec Ferenc Fehér. Oxford : Basil Blackwell, 1986
- Doomsday or Deterrence (avec Ferenc Fehér). White Plains : M. E. Sharpe, 1986
- Eastern Left - Western Left (Freedom, Totalitarianism, Democracy) (avec Ferenc Fehér). Cambridge, New York : Polity Press, Humanities Press, 1987
- Beyond Justice, Oxford, Boston, Basil Blackwell, 1988
- General Ethics, Oxford, Boston : Basil Blackwell, 1989
- The Postmodern Political Condition (avec Ferenc Fehér), Cambridge, New York : Polity Press Columbia University Press, 1989
- Can Modernity Survive?, Cambridge, Berkeley, Los Angeles : Polity Press and University of California Press, 1990
- From Yalta to Glasnost (The Dismantling of Stalin's Empire) (avec Ferenc Fehér). Oxford, Boston : 1990
- The Grandeur and Twilight of Radical Universalism (avec Ferenc Fehér). New Brunswick : Transaction, 1990
- A Philosophy of Morals, Oxford, Boston : Basil Blackwell, 1990
- An Ethics of Personality, Cambridge : Basil Blackwell, 1996
- A Theory of Modernity, Blackwell Publishers, Cambridge MA, 1999
- The Time is Out of Joint: Shakespeare as Philosopher of History, Blackwell Publishers, Cambridge MA, 2000
- Immortal Comedy: The Comic Phenomenon in Art, Literature, and Life, Rowman and Littlefield Publishers Inc, novembre 2005.

### Articles
- Are We Living in a World of Emotional Impoverishment?, Thesis Eleven, Melbourne, no 22, 1989, 46-61.
- Can Everyday Life Be Endangered?, Philosophy and Social Criticism, Boston, vol. 13, no 4, 1988, 297-315.
- Can Poetry Be Written After the Holocaust? (On Adorno's Dictum), Dialectical Anthropology, New York, Amsterdam, 1990, no 2, 16-25
- Civic Virtues, Revue Internationale de Sociologie, Roma, year 26, 1987, no 1, 2-14.
- The Complexity of Justice (A Challenge to the Twenty-First Century)," in Ratio Juris, vol.9: 2, June 1996, 138-152.
- The Contingent Person and the Existential Choice, The Philosophical Forum, New York, vol. 21, nos l-2, Fall-Winter 1989-90, 53-70. (Reprinted in M. Kelly, ed., Hermeneutics and Critical Theory in Ethics and Politics, Cambridge, London: MIT Press, 1990, 53-70).
- Does Socialism Have a Future? (with Ferenc Fehér), Dissent, New York, Summer 1989, 1-20. (Reprinted in New Socialist, London, Dec. 1989-Jan. 1990, 12-17).
- Europa, Un Epilogo? Letra International, Madrid, Fall-Winter 1988, 6-12.
- Existentialism, Alienation, Postmodemism: Cultural Movements as Vehicles of Change in the Patterns of Everyday Life, A. Milner, P. Thomson, C. Worth, eds. Postmodern Conditions, Monash University, Melbourne, 1988, 1-15
- From Totalitarian Dictatorship through Rechtsstaat to Democracy, (with F. Fehér) Thesis Eleven, Melbourne, no. 26, 1990, 7-26.
- Germania: La guerra the finisce senza pace," (with Ferenc Fehér), Mondoperaio, August-September 1990.
- Le gloriosi rivoluzioni dell'Est, Mondoperaio, Roma, 1990, year 43, no 10, 81-91.
- Krushchev and Gorbacev: A Contrast, (with Ferenc Fehér), Dissent, New York, Winter 1988, 6-11.
- The Moral Situation in Modernity, Social Research, New York, vol. 55, no 4, Winter 1988, 531-551.
- Models of the Happy Life and the Good Life Today, Journal fur Sozialforschung, vol. 1, 1995.
- On the Genealogy of Morals and Parsifal, in Inmitten der Zeit, Thomas Grethlein and Heinrich Leitner eds., 1996, 409-430.
- Sociology as the Defetishization of Modernity, Madrid-Cardiff: International Sociology, vol. 2, no 4, December 1987, 391-403. (Reprinted in M. Albrow and E. King, Globalization, Knowledge and Society, London, Newbury Park, New Delhi: Sage Publications, 1990, 35-47).
- The Two Myths of Technology, The New Hungarian Quarterly, Budapest, vo1. 9, no 30, Summer 1968, 135-142.
- Unknown Masterpiece, Philosophy and Social Criticism, Boston, vol.15, no 3, 1990, 205-241.
- What Is and What Is Not Practical Reason?, Philosophy and Social Criticism, Boston, vol. 14, nos 3-4, 1988, 391-411. (Reprinted in D. Rasmussen, ed. Universalism VS. Communitarianism (Contemporary Debates in Ethics) Cambridge, London: MIT Press, 1990, 163-183).
- With Castoriadis to Aristotle, Revue européenne des sciences sociales, Geneva, year 27, 1989, no 86, 161-173.

### Publications traduites en français
- La Théorie des besoins chez Marx, traduit par Martine Morales, Paris, UGE, coll. « 10/18 » no 1218, 1978, 186 p.  (ISBN 2-264-00859-8)
- Pour une philosophie radicale, traduit par Suzanne Blanot, Paris, Le Sycomore, coll. « Arguments critiques », 1979, 191 p.  (ISBN 2-86262-024-6)
- Marxisme et Démocratie, en collaboration avec Ferenc Fehér, traduit par Anna Libera, Paris, F. Maspero, coll. « Petite collection Maspero » no 257, 1981, 281 p.  (ISBN 2-7071-1221-6)
- Qui est libre ? : sept essais sur la problématique de la liberté, recueil collectif, Paris/Montréal, L'Harmattan, coll. « L'Ouverture philosophique », 2002, 126 p.  (ISBN 2-7475-2394-2)
- La valeur du hasard : ma vie, traduit par Guillaume Métayer, Payot, Bibliothèque Rivages, 2020, 285 p.
- Au-delà de soi : identité et représentation, traduit par Guillaume Métayer, Paris, Rivages, 2021, 100 p.
- Une éthique de la personnalité, traduit par Gilles Achache, Paris, Calmann-Lévy, 2023, 552 p.[14]